# Tim Bendle
Tim Bendle est un pilote de rallyes canadien originaire de Calgary (en Alberta).

## Biographie
Cet ancien pilote débuta vers 1980 en compétitions. Il réside désormais dans les Cotswolds anglaises. 
Il a essentiellement roulé sur Lada 2105 VFTS jusqu'en 1985 (du Gr.B), puis Datsun 510 (avec laquelle il a obtenu ses meilleurs succès), mais aussi Pontiac Fiero au début des années 1990 (en classe open), et Ford Escort Cosworth puis Pegasus III par la suite. 
Il lui arrive encore parfois de reprendre le volant en course, comme lors du TAC Rally en 2010.. 

## Palmarès
- Champion du Canada de l'Ouest des rallyes: à plusieurs reprises;
- Double Champion du Canada des rallyes: 1984 et 1985 (sur Datsun 510, copilotes Mary Crundwell, puis Louis Belanger et Steve Farrell);
- Champion du Canada des rallyes en Classe Open: 1993.

### Quelques victoires notables
- Triple vainqueur du Rallye Rocky Mountain (Canada): 1985 (avec Steve Farrell de Colombie-Britannique, sur Datsun 510), 1993 (avec Oliver Toszer d'Alberta, sur Datsun 510), et 1996 (avec Art MacKenzie d'Alberta, sur Pegasus III) ;
- Vainqueur Novice du Rallye Rocky Mountain: 1981;
- Vainqueur du Groupe 2 du Rallye Rocky Mountain: 1998;
  - 4e du Rallye Olympus (WRC) en 1984 (sur Datsun 510);
  - Participation au rallye de Nouvelle-Zélande en 1985 (sur Lada 2105).

## Distinctions
- Maître des Rallyes du Canada (1690 pts).